# Partito Laburista Australiano

Il Partito Laburista Australiano (Australian Labor Party, ALP o colloquialmente Labor) è un partito politico australiano d'ispirazione socialdemocratica, aderente all'Internazionale socialista. Dal 2019 il leader è Anthony Albanese, che dal 2022 ricopre la carica di primo ministro dell'Australia.

## Storia
Movimenti elettorali, vicini ai nascenti sindacati, erano stati fondati negli stati australiani del Nuovo Galles del Sud e del Queensland già nel 1890. Nel 1901 nacque la Federazione d'Australia, l'unione delle sei colonie britanniche presenti sull'isola, e contemporaneamente venne costituita la Camera dei Comuni, dove venne creato un gruppo federale dei partiti e movimenti laburisti. Questa è, quindi, la data in cui si ritiene sia nato l'ALP, anche se il "partito" si diede una struttura veramente unitaria solo nel 1908, quando assunse il nome attuale.
L'ALP subito divenne forza di governo: nel 1904 con un governo di minoranza guidato da Chris Watson e nel 1910 con il governo di Andrew Fisher. In questi anni i laburisti approvarono un sistema di arbitrato nazionale per la risoluzione delle controversie tra operai ed imprenditori, sistema che è rimasto sostanzialmente inalterato fino a fine secolo.
I laburisti, pur facendo propria la dottrina politica del socialismo, non hanno mai ufficializzato la "corrente" socialista cui facevano principalmente riferimento, del resto, non hanno mai fatto proprio il concetto delle nazionalizzazioni, salvo il tentativo, negli anni '40, di Ben Chifley di nazionalizzare le banche, progetto bloccato dall'Alta Corte d'Australia.
Dagli anni '50 fino al 1967, l'ALP si è opposto ad una massiccia immigrazione dai paesi asiatici, convinto da un lato che il benessere della nazione dipendesse dai legami non solo culturali, ma anche etnici con l'Europa e, dall'altro, per la preoccupazione della manodopera a basso costo degli immigrati. Dalla metà degli anni '60, però, il partito si è fatto sempre più portatore di una visione decisamente multiculturale dell'Australia.
L'ALP ha subito nella prima meta del '900 tre grandi divisioni o fratture:
- nel 1915 il partito visse la scissione dei sostenitori di Billy Hughes, primo ministro, che diedero vita al Partito Nazionalista d'Australia. Hughes sostenne infatti, nonostante l'opposizione del partito, la leva obbligatoria. A causa dell'opposizione interna, Highes diede vita al nuovo partito e ritornò al governo in alleanza con i conservatori.
- nel 1931 l'ALP si divise tra i proto-keynesiani, sostenitori di una politica economica radicale, e chi, come Joseph Lyons, sosteneva una politica economica più tradizionale. La frattura portò alla nascita, ad opera di Lyons, del Partito Australia Unita, erede dei nazionalisti, dal quale nacque, poi, il Partito Liberale dell'Australia.
- nel 1954 il dr. Herbert Vere Evatt (comunemente conosciuto come Doc) fu espulso dal partito e fondò il Partito Laburista Democratico (Democratic Labor Party, DLP). La scissione era dovuta al fatto che Evatt aveva, insieme a molti cattolici (tra i maggiori sostenitori del partito), dato vita ai Gruppi industriali (Industrial Groups), con lo scopo di controllare le possibili infiltrazioni di comunisti nell'ALP e nei sindacati. I gruppi vennero accusati, dalla componente massimalista del partito, di essere sovversivi e si giunse alla cacciata di Evatt. Il DLP, influenzato dalla dottrina sociale della Chiesa cattolica e sostenuta dall'arcivescovo cattolico di Melbourne, Daniel Mannix, decise di sostenere il governo a guida Liberale, che governò per vent'anni. Il DLP, dal 1974, non ha più avuto rappresentanza parlamentare è stato sciolto nel 1978, salvo che nello stato australiano di Victoria.

Negli anni '70, grazie all'impegno di Edward Gough Whitlam, tornato al governo, l'ALP passò ad una posizione socialdemocratica. Ufficialmente nello statuto si parlava ancora di socialismo democratico, ma nei fatti i laburisti si comportavano da "socialdemocratici". Questa svolta culturale fu ancora più evidente negli anni ottanta quando il partito, al governo con Bob Hawke, fu il responsabile delle principali privatizzazioni e liberalizzazioni nel paese.
I laburisti sono stati, dal 1996 al 2007, all'opposizione dei governi guidati dal liberale John Howard. Alle politiche del 2007 l'ALP ha ottenuto il 43,4% dei voti (+5%) ed ha eletto 83 seggi, portando il proprio leader Kevin Rudd alla guida del governo. 
Alle elezioni del 2010 l'ALP è calato al 38 (-5,4%) ed ha perso ben 11 seggi ed ha ottenuto tanti seggi (72 su 150) quanti quelli della Coalizione (Liberali, Liberali nazionali e Nazionalisti), riuscendo a ritornare al governo con Julia Gillard grazie al voto dell'unico deputato verde e di alcuni indipendenti. Nel 2013 la Gillard viene sconfitta dal liberale Tony Abbott, poi succeduto da Malcom Turnbull e Scott Morrison (sempre liberali).
Alle elezioni federali del 2022, l'ALP vince ottenendo la maggioranza dei seggi (77 su 151) alla Camera dei Rappresentanti. Di conseguenza il Leader del partito Anthony Albanese viene nominato Primo Ministro del Commonwealth d'Australia nel mese di maggio di quell'anno.
Dal 1991, il partito ha abbracciato ufficialmente la causa del repubblicanesimo australiano, che mira a trasformare l'Australia in una repubblica parlamentare. In quell'anno, infatti, l'allora primo ministro Bob Hawke definì una repubblica "inevitabile"; altri premier dopo di lui si sono impegnati in questa causa, ad esempio Paul Keating - promotore di un referendum per la repubblica tenutosi nel 1999 -, Bill Shorten, Julia Gillard ed Anthony Albanese, il cui governo persegue apertamente politiche repubblicane.